# Maria Rjemjen
Maria Vitalijivna Rjemjen (ukrainska: Рємєнь Марія Віталіївна Рємєнь), född den 2 augusti 1987 i Donetsk oblast, Ukrainska SSR, Sovjetunionen, är en ukrainsk friidrottare som tävlar i sprint. 

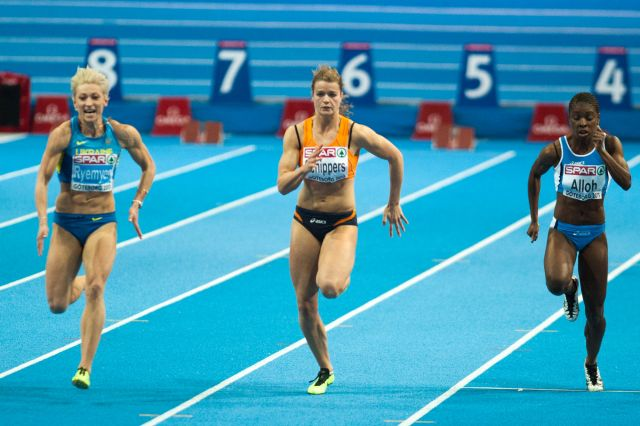